# عمق (مملكة)

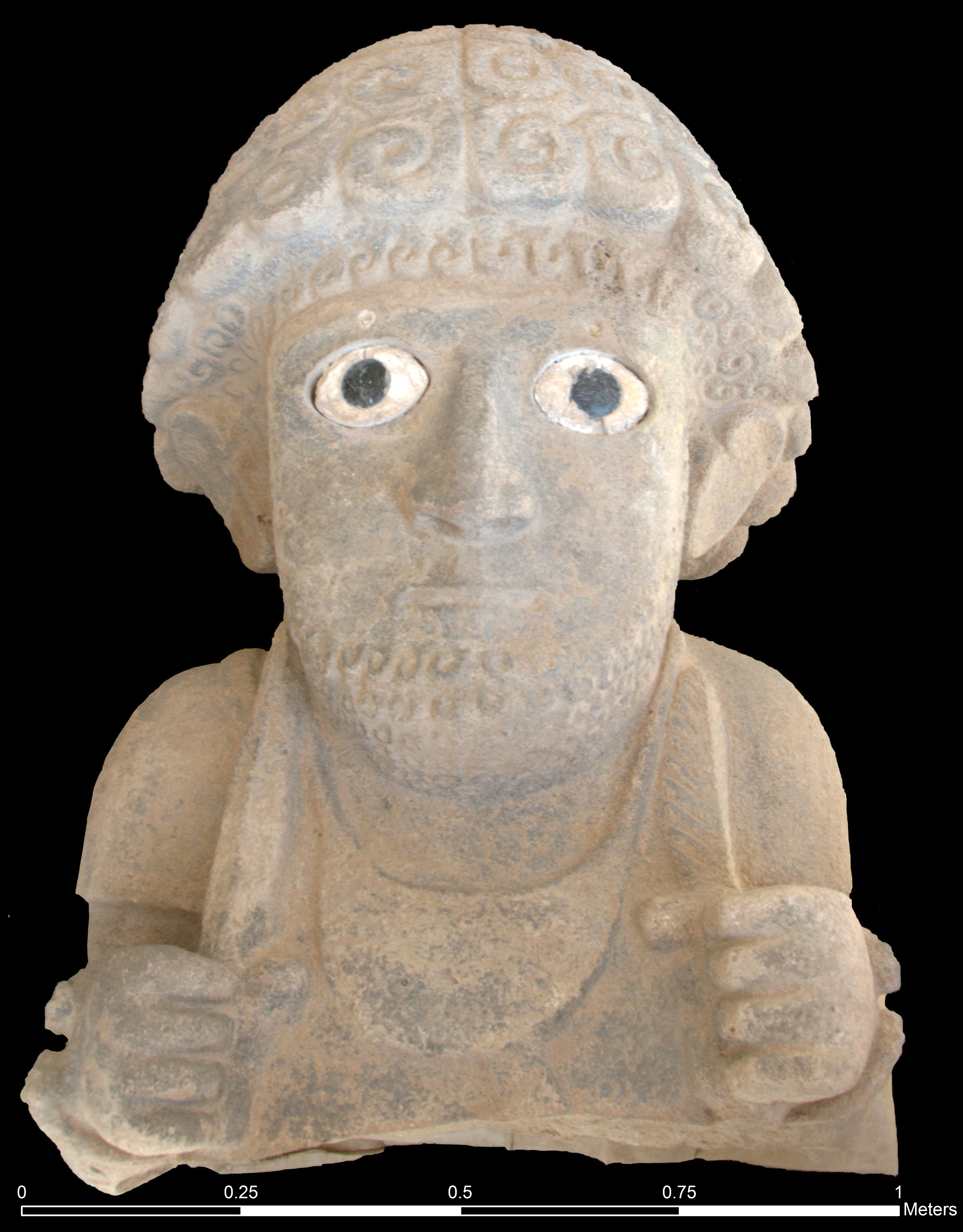
سوبيلوليوما Suppiluliuma ، ملك فالستين أو ڤلاستين Walastin،. النصف الأول من القرن 9 قبل الميلاد

أونقي Unqi أو أونقو Unqu (بالآشورية :،KURun-qi/qa- a-a) بالآرامية عمق، أو  باتينا. كانت مملكة حيثية متأخرة في سهل العمق، وبالتالي واحدة من الدول الصغيرة اللاحقة في الفترة التي انهارت فيها اللإمبراطورية الحثية بالفعل في القرن 12 قبل الميلاد. في المصادر الآشورية، يشار إليها أحيانًا باسم باتينا Pat (t) in ، KUR PA-ti-na-aa. بالإضافة إلى التقارير الآشورية، معروفة كذلك في النقوش الهيروغليفية في تل طعينات، لكن التي لم تحفظ بشكل حيد بشكل عام.

## تاريخ
قبل أن يسيطر الآشوريون على عمق/أونقي، ربما كان الأمير الحثي لعمق يحكم من مقر الحكم لمدة 200 عام في كينالوا Kinalua (كونولوا)، وهي العاصمة المفترض لأونقي. في العام 738 ق.م غزا تغلث فلاسر الثالث. مدينة كينالوا ومنطقة أونقي وفقا للمعلومات في نقوشه، ووضع أحد الخصيان بصفته حكام  ، ووطن 6000 أسير في كينالوا. كذلك وطن اسرى في هوزارا Huzarra وتاك Tac وتارمانزي Tarmanazi وكولمدارا Kulmadara وهاتاتيرا Hatatirra وساجيلو Sagillu . أعطى غزو كولاني Kullani / كولنيا اسم العام 738 (قوائم المسماة)، وكان حاكم كولاني عام 684 ق.م ليموlimmu . أونقي لم ترد لاحقًا تحت مسمى مقاطعة،  هوكينز يخمن أنها ألحقت بمحافظة كولاني Kullani.
حسب نقش على عرش شلمنصر الثالث في كالخو Kalhu (السطر48). أخذ الجزية في سنة بالو ال11، أي عام 848 ق.م من قلفواروندا Qalparunda من أونقي. كانت تتألف من الفضة والذهب والقصدير والبرونز والأوعية البرونزية والعاج وخشب الأبنوس وجذوع الأرز وأردية ملونة وكتان بالإضافة إلى خيول عربات.

## حُكّام
الحكام التالية اسماءهم معرفين معظمهم من المصادر الآشورية: 
| ملوك أونقي                                 | تاريخ                | الملوك الآشوريين    | تعليقات                                                                    |
| ------------------------------------------ | -------------------- | ------------------- | -------------------------------------------------------------------------- |
| تايتا Taita                                | القرن 11 أو 10       |                     | ملك فالستين ربما فلستي، ملك تل طعينات                                      |
| مانانا Manana                              | القرن 10             |                     |                                                                            |
| سوبيلوليوم (الأول) Suppilulium             | القرن10              |                     |                                                                            |
| لابارنا الأول Labarna I.(لوبارنا، ليبورنا) | حوالي 870 (حتى 858؟) | آشور ناصربال الثاني |                                                                            |
| سوبيلوليوم (الثاني)                        | 858                  | شلمنصر الثالث       |                                                                            |
| هالبرونتيا Halparuntija (قلباروندا)        | 857-853              | شلمنصر الثالث       | أيضا على نقش تل طعينات، وربما متطابقة مع هالبرونتيا الثاني Halparuntija II |
| لابارنا الثاني. (Lubarna / Lubarni)        | 831/829              | شلمنصر الثالث       |                                                                            |
| سوري Surri                                 | 831/830              | شلمنصر الثالث       | غاصب                                                                       |
| ساسي Sasi                                  | 831/30               | شلمنصر الثالث       | تابع لآشور                                                                 |
| توتامو Tutammu                             | 738                  | تغلث فلاسر الثالث   |                                                                            |

## المدن
- هاتاتيرا Hatatirra
- هوزارا Huzarra
- كينالوا (URU ku / ki-na / nu-li / lu-a)، ربما تكون متطابقة مع كولاني Kullani ، [2] الأرجح العاصمة
- كولاني Kullani / Kulnia (بالعبرية كلنو)، في كثير من الأحيان تُطابق مع كلنة في التناخ، التي ترد عند إشعياء 10: 9 كجزء من نبوءة ضد آشور: «أليست كلنو مثل كركميش، أليست حماة مثل أرفاد، أليست السامرة مثل دمشق ؟ » . ويذكر عاموس 6: 2 أيضا تدمير كلنة: « اعبروا إلى كلنة وانظروا واذهبوا من هناك إلى حماة العظيمة ثم انزلوا إلى جت الفلسطيني ! اهي أفضل من هذه الممالك ام تخمهم اوسع من تخمكم.؟ » ، رفض غليب Gelb مطابقة كولاني مع كينالوا لأسباب لغوية وحدد كولاني مع كولانكوي Kullanköy عند أرفاد.[5]
- كولمادارال KulmadaraI (تغلث فلاسر الثالث)
- ساجيلو Sagillu
- تاك Tac
- تارمانزي Tarmanazi

## مواقع
- تل الطعينات = كينالوا / كونولوا. في عام 2011، كشف الآثاريون بإدارة تيموثي هاريسون Timothy Harrison من جامعة تورنتو على تلة القلعة تمثال أسد كبير محفوظ جيدًا طوله 1.3 متر × 1.6 متر من صخور البازلت. كان ينتمي إلى نظام بوابة ضخمة. عثرالمنقبون أيضًا على قاعدة تمثال لبوابة ثانية. ويظهر على قاعدة التمثال نحت للملك الذي غاصت يديه في لبدة أسد ثاني. وهذا نمط فني معروف عند الحيثيون، يرمز إلى الملك وسلطته على الطبيعة. في عام 738، تم تدمير البوابات على يد الآشوريين.[6]
- عين دارة